# Hetaerina
Hetaerina är ett släkte av trollsländor. Hetaerina ingår i familjen jungfrusländor.

## Dottertaxa tillHetaerina, i alfabetisk ordning[1]
- Hetaerina amazonica
- Hetaerina americana
- Hetaerina auripennis
- Hetaerina aurora
- Hetaerina brightwelli
- Hetaerina caja
- Hetaerina capitalis
- Hetaerina charca
- Hetaerina cruentata
- Hetaerina curvicauda
- Hetaerina duplex
- Hetaerina erythrokalamus
- Hetaerina flavipennis
- Hetaerina fuscoguttata
- Hetaerina gallardi
- Hetaerina hebe
- Hetaerina indeprensa
- Hetaerina infecta
- Hetaerina laesa
- Hetaerina longipes
- Hetaerina majuscula
- Hetaerina medinai
- Hetaerina mendezi
- Hetaerina miniata
- Hetaerina moribunda
- Hetaerina mortua
- Hetaerina occisa
- Hetaerina pilula
- Hetaerina proxima
- Hetaerina rosea
- Hetaerina rudis
- Hetaerina sanguinea
- Hetaerina sempronia
- Hetaerina simplex
- Hetaerina titia
- Hetaerina westfalli
- Hetaerina vulnerata